# Pierre de Fordoun
La pierre de Fordoun est une dalle de croix picte de classe II située dans l'église paroissiale de Fordoun, à Auchenblae, dans l'Aberdeenshire, en Écosse.

## Description
Il s'agit d'une dalle de vieux grès rouges. Elle a été découverte à la fin du XVIIIe siècle, après avoir été réutilisée comme pavage dans l'église paroissiale de Fordoun. 
La dalle, qui se trouve de nos jours dans l'église, porte une croix celtique avec des entrelacs, une scène de chasse et un motif à double disque et tige en Z. Elle porte également des inscriptions en écriture Ogham sur les bords de la pierre, « VUN-MSETTORBBRE » ainsi qu'une inscription en écriture romaine, Pidarnoin, sur la face de la dalle.